# Ivan Bakanov
Ivan Hennadijovytj Bakanov (ukrainska: Іван Геннадійович Баканов) född 2 maj 1975, är en ukrainsk politiker och landets tidigare underrättelsechef. Han var chef för Ukrainas säkerhetstjänst från maj 2019 till juli 2022, då han suspenderades av president Volodymyr Zelenskyj.
Bakanov var Volodymyr Zelenskyjs partner inom underhållningsbranschen i hans produktionsbolag Kvartal 95. Hans huvudsakliga uppdrag som biträdande chef för Ukrainas säkerhetstjänst var att ansvara för kampen mot korruption. 
Bakanov har varit ordförande för partiet Folkets Tjänare. Han skötte år 2019 Zelenskyjs presidentvalskampanj. 